# J. Michael Kosterlitz

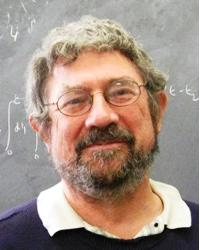
Michael Kosterlitz (2016)

John Michael Kosterlitz (* 22. Juni 1943 in Aberdeen, Schottland) ist ein britisch-amerikanischer Physiker. 2016 erhielt er (zusammen mit David J. Thouless und F. Duncan M. Haldane) für Forschungen zur Theorie verschiedener topologischer Phasen der Materie den Nobelpreis für Physik.

## Leben
J. Michael Kosterlitz ist besonders bekannt für das erste Beispiel topologischer Phasenübergänge mit David J. Thouless (1973), dem Kosterlitz-Thouless-Übergang, der ungewöhnliche Eigenschaften besitzt und zum Beispiel kein Phasenübergang zweiter Ordnung ist. Er tritt in einem zweidimensionalen Spinmodell auf, dem XY-Modell, und kann als Phasenübergang aufgefasst werden, bei dem Paare von Vortex-Anregungen (diese Vortices bzw. Wirbel sind topologisch stabile Anregungen im XY-Modell) aufgebrochen werden. Daneben hat Kosterlitz zu zahlreichen Phänomenen in der Statistischen Physik geforscht, beispielsweise zu Wachstumsprozessen an Kristalloberflächen, zu Spin-Gläsern und zur Lokalisierung von Elektronen.
Michael Kosterlitz ist als Sohn des Biochemikers Hans Walter Kosterlitz in Aberdeen, Schottland, geboren. Er erhielt seinen B.A. am Gonville and Caius College der Cambridge University im Jahre 1965, und im folgenden Jahr den M.A. 1969 promovierte er zum D.Phil. an der Oxford University. Es folgten Aufenthalte als Postdoktorand u. a. an der Cornell University und der University of Birmingham. 1974 wurde er als Lecturer nach Birmingham berufen. Seit 1982 ist er Professor für Physik an der Brown University und seit 2016 Distinguished Professor am Korea Institute for Advanced Study.
1981 wurde seine Forschung mit der Maxwell-Medaille des Institute of Physics und im Jahr 2000 mit dem Lars-Onsager-Preis der American Physical Society (APS) ausgezeichnet. 1992 wurde er Fellow der APS. 2007 wählte man ihn in die American Academy of Arts and Sciences, 2017 in die National Academy of Sciences.
Kosterlitz gelangen in den 60er Jahren als Spitzenbergsteiger diverse schwere Routen und Erstbegehungen, darunter „Fessura Kosterlitz“, ein bekannter Rissboulder im Valle dell’Orco, oder die selten wiederholte „Via degli Inglesi“ (Engländerführe) am Piz Badile.
1978 wurde bei ihm Multiple Sklerose diagnostiziert.

## Ausgewählte Publikationen
- J. M. Kosterlitz und D. J. Thouless: Ordering, metastability, and phase transitions in two-dimensional systems. In: Journal of Physics C-Solid State Physics. Band 6, 1973, S. 1181.
- J. M. Kosterlitz: Critical properties of the two-dimensional XY-model. In: Journal of Physics C - Solid State Physics. Band 7, 1974, S. 1046.
- J. M. Kim und J. M. Kosterlitz: Growth in a restricted solid-on-solid model. In: Physical Review Letters. Band 62, 1989, S. 2289.
- F. Drolet, K. R. Elder, M. Grant und J. M. Kosterlitz: Phase-field Modeling of Eutectic Growth. In: Physical Review. Reihe E, Band 61, 2000, S. 6705.